# Nusa Bibi
Nusa Bibi ist eine indonesische Insel im Timorarchipel (Kleine Sundainseln). Sie gehört zum Distrikt (Kecamatan) Landu Leko, Regierungsbezirk (Kabupaten) Rote Ndao in der Provinz Ost-Nusa-Tenggara.
Nusa Bibi liegt im Nordosten der Insel Roti in der Sawusee und ist unbewohnt.